# أبنر جاي
أبنر جاي (بالإنجليزية: Abner Jay)‏ هو مغني أمريكي، ولد في 1921 في فيتزجيرالد في الولايات المتحدة، وتوفي في 1993.

## وصلات خارجية
- أبنر جاي على موقع ميوزك برينز (الإنجليزية)
- أبنر جاي على موقع ديسكوغز (الإنجليزية)